# Sotaia
Sotaia és actualment una caseria del municipi de l'Alqueria de la Comtessa, que també dona nom a una partida supramunicipal repartida entre els municipis de Rafelcofer, l'Alqueria de la Comtessa i Bellreguard. La partida amb este nom que pertany al terme de Rafelcofer és la més gran i està situada al nord-oest del terme municipal. L'alqueriana, està situada al nord del municipi, formant una mena de llengua que fa el terme municipal de l'Alqueria, entre els termes de Palmera i Bellreguard (la séquia de Bellreguard pel nord i la séquia Mare pel sud en fan de frontera). Bàsicament, la caseria de Sotaia amb 39 habitants (INE 2005) és una seguida dels eixamples dels nuclis urbans de Palmera i Bellreguard al llarg de la carretera N-332, ubicada en la part alqueriana i composta per una trentena de cases -algunes d'elles deshabitades- als dos costats de la carretera.
El topònim «Sotaia», d'origen àrab, històricament se’l relaciona amb l'antiga alqueria morisca, situada en algun lloc d'esta partida a la qual li dona nom, i de la que posteriorment esdevindria el nucli de cristià de Bellreguard.